# Schizogenius planuloides
Schizogenius planuloides är en skalbaggsart som beskrevs av John Whitehead. Schizogenius planuloides ingår i släktet Schizogenius och familjen jordlöpare. Inga underarter finns listade i Catalogue of Life.